# Feldmann Artúr
Feldmann Artúr (Galánta, 1884. január 19. – Hamilton, 1942.) pancsovai főrabbi, később amerikai hitközségek rabbija.

## Életpályája
A Pozsony vármegyei Galántán született. 1904–1919 között a Budapesti Rabbiképző növendéke volt. 1910-ben avatták bölcsészdoktorrá Budapesten, 1912-ben pedig rabbivá. Ebben az évben lett Pancsova főrabbija. 1913-tól a pesti izraelita hitközség vallástanára is volt. 1923-ban a pittsburghi zsidó hitközség meghívására Amerikába költözött. 1924-ben fölcserélte a pittsburghi rabbiszéket a jelentősebb hamiltoni rabbiállásával.

## Művei
- A Mózes II. könyvéhez való Mechilták összehasonlítása, mint adalék a tannaitikus midrás történetéhez (Budapest, 1910).